# Chalo-Saint-Mars
Chalo-Saint-Mars é uma comuna francesa na região administrativa da Ilha de França, no departamento de Essonne. Estende-se por uma área de 28.67 km². Em 2010 a comuna tinha 1 072 habitantes (densidade: 37,4 hab./km²).